# Homigot-myeon
Homigot-myeon (koreanska: 호미곶면) en socken i staden Pohang i provinsen Norra Gyeongsang i den östra delen av Sydkorea, 290 km sydost om huvudstaden Seoul. Den ligger i det södra stadsdistriktet, Nam-gu. 
Homigot-myeon är den östligaste platsen på den koreanska halvön. Här finns Sydkoreas högsta fyr. 

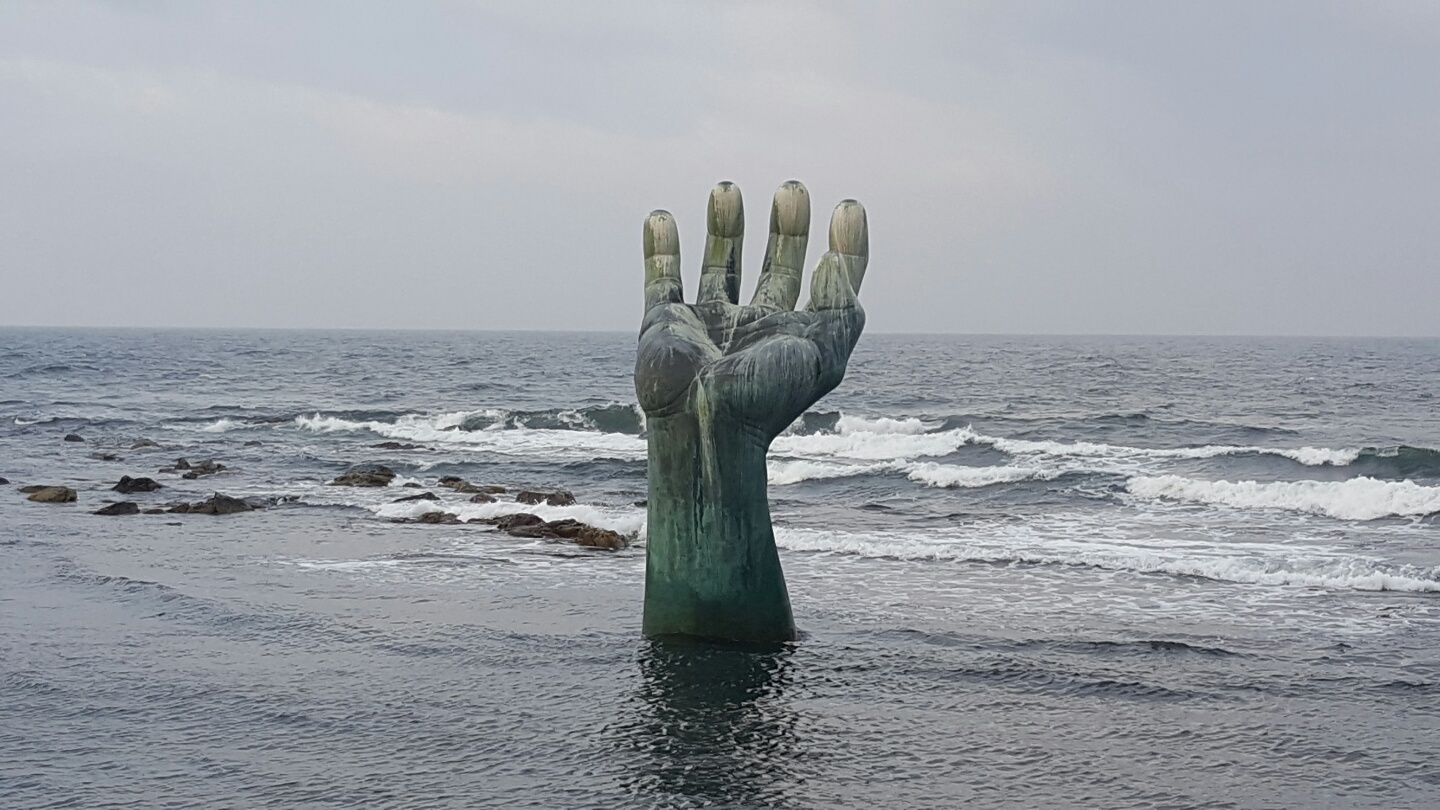
Skulpturen Sangsaengs hand